# Severská kombinace na Zimních olympijských hrách 2002
V severské kombinaci na Zimních olympijských hrách 2002 v Salt Lake City se konaly dvě soutěže jednotlivců a jedna soutěž družstev. Celkem bylo do severské kombinace nominováno 54 sportovců, přičemž počet účastníků za jeden stát byl omezen na maximálně čtyři sportovce v každé soutěži.
Fin Samppa Lajunen získal zlatou medaili nejen v obou soutěžích jednotlivců, ale i se svým týmem.

## Přehled medailí
| Pořadí | Země           | Zlato | Stříbro | Bronz | Celkově |
| ------ | -------------- | ----- | ------- | ----- | ------- |
| 1.     | Finsko (FIN)   | 3     | 1       | 0     | 4       |
| 2.     | Německo (GER)  | 0     | 2       | 0     | 2       |
| 3.     | Rakousko (AUT) | 0     | 0       | 3     | 3       |
|        | Celkem         | 3     | 3       | 3     | 9       |

## Medailisté

### Muži
| Disciplína              | Zlato                                                                   | Výkon   | Stříbro                                                                      | Výkon   | Bronz                                                                         | Výkon   |
| ----------------------- | ----------------------------------------------------------------------- | ------- | ---------------------------------------------------------------------------- | ------- | ----------------------------------------------------------------------------- | ------- |
| Sprint (K120/7,5 km)    | Samppa Lajunen · Finsko (FIN)                                           | 16:40.1 | Ronny Ackermann · Německo (GER)                                              | 16:49.1 | Felix Gottwald · Rakousko (AUT)                                               | 17:20.3 |
| Jednotlivci (K95/15 km) | Samppa Lajunen · Finsko (FIN)                                           | 39:11.7 | Jaakko Tallus · Finsko (FIN)                                                 | 39:36.4 | Felix Gottwald · Rakousko (AUT)                                               | 40:06.5 |
| Družstva (K95/4x5 km)   | Finsko · Jari Mantila · Hannu Manninen · Jaakko Tallus · Samppa Lajunen | 48:42.2 | Německo · Björn Kircheisen · Georg Hettich · Marcel Höhlig · Ronny Ackermann | 48:49.7 | Rakousko · Christoph Bieler · Michael Gruber · Mario Stecher · Felix Gottwald | 48:53.2 |